# Jogos Pan-Arábicos de 1961
Os Jogos Pan-Arábicos de 1961 foram a terceira edição dos Jogos Pan-Arábicos. Os Jogos foram realizados entre 24 de agosto e 9 de setembro de 1961 em Casablanca, Marrocos, e contou com a participação de cerca de 1127 atletas de dez países do Norte da África e do Oriente Médio.
A República Árabe Unida, formada por atletas egípcios e sírios, ficou em primeiro lugar no quadro de medalhas. Foi a primeira vez que o país sede não liderou o quadro de medalhas.

## Quadro de medalhas

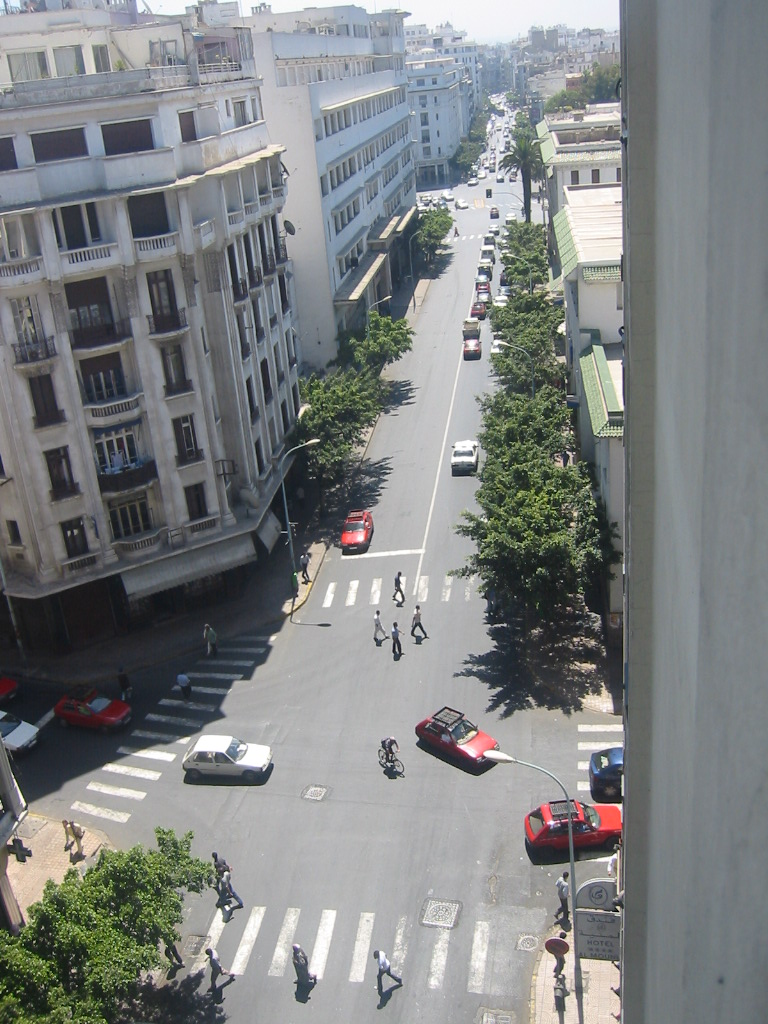
Casablanca, Marrocos